# Filialkirche zur Heiligen Familie (Favoriten)

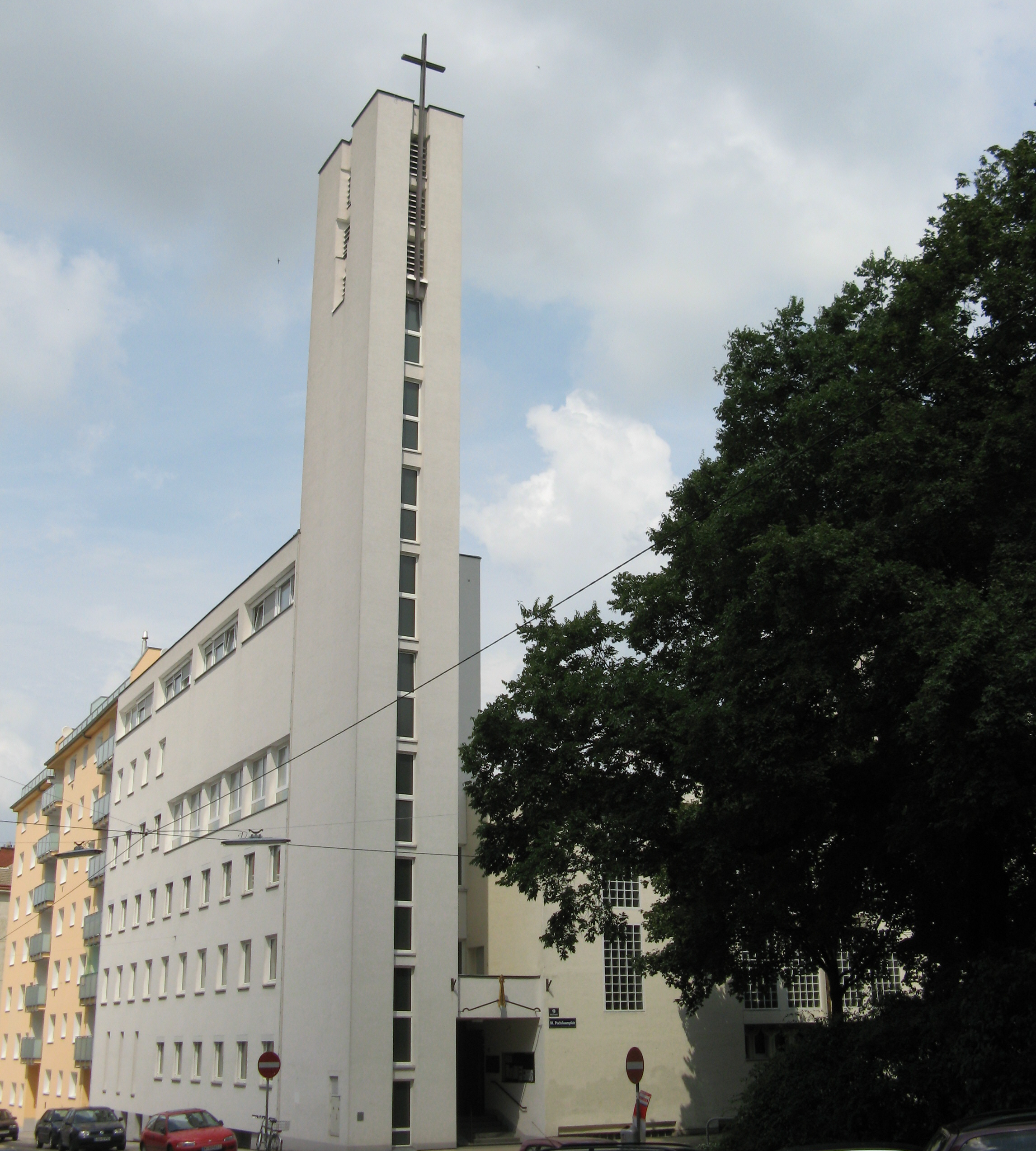
Filialkirche zur Heiligen Familie

Die Filialkirche zur Heiligen Familie  ist eine römisch-katholische Filialkirche am Puchsbaumplatz 9 im 10. Wiener Gemeindebezirk Favoriten. Die Kirche gehört zur Pfarre Zum Göttlichen Wort im Dekanat 10 des zur Erzdiözese Wien gehörenden Vikariates Wien Stadt.
Der moderne Kirchenbau ist der Heiligen Familie geweiht. Das Bauwerk steht unter Denkmalschutz.

## Lagebeschreibung
Die römisch-katholische Filialkirche zur Heiligen Familie ist das auf Grund des hohen Kirchturmes wohl auffälligste Bauwerk am Puchsbaumplatz. Es befindet sich an der Nordseite des Platzes an der Ecke zur Puchsbaumgasse und zur Hausergasse. Der Platz befindet sich zwischen den Durchzugsstraßen Steudelgasse im Westen und Absberggasse im Osten zwei Häuserblöcke südlich der Quellenstraße.

## Geschichte
Die Kirche wurde in den Jahren 1965 und 1966 nach Plänen des Architekten Clemens Holzmeister errichtet und am 8. Dezember 1966 geweiht. 1967 wurde sie zur Pfarrkirche erhoben, am 1. Juni 2015 wurde die Pfarre infolge von diözesanen Restrukturierungen wieder aufgehoben. Seither gehört das vormalige Pfarrgebiet zur neu errichteten Pfarre Zum Göttlichen Wort.

## Baubeschreibung

### Äußeres
Das Gotteshaus ist ein schlichter, nahezu quadratischer Saalbau. Die Front gegen den Puchsbaumplatz ist durch Glasziegelfenster geöffnet. In der Mitte der Fassade befindet sich ein Kreuz. Den Hauptakzent bildet der an die Straßenecke gerückte, hohe Glocken- und Treppenturm über einem rechteckigen Grundriss. Der hohe Turm verbindet mit seiner Treppe die Stockwerke an der Hausergasse, die Pfarrkanzlei und Pfarrwohnung beherbergen.

### Inneres

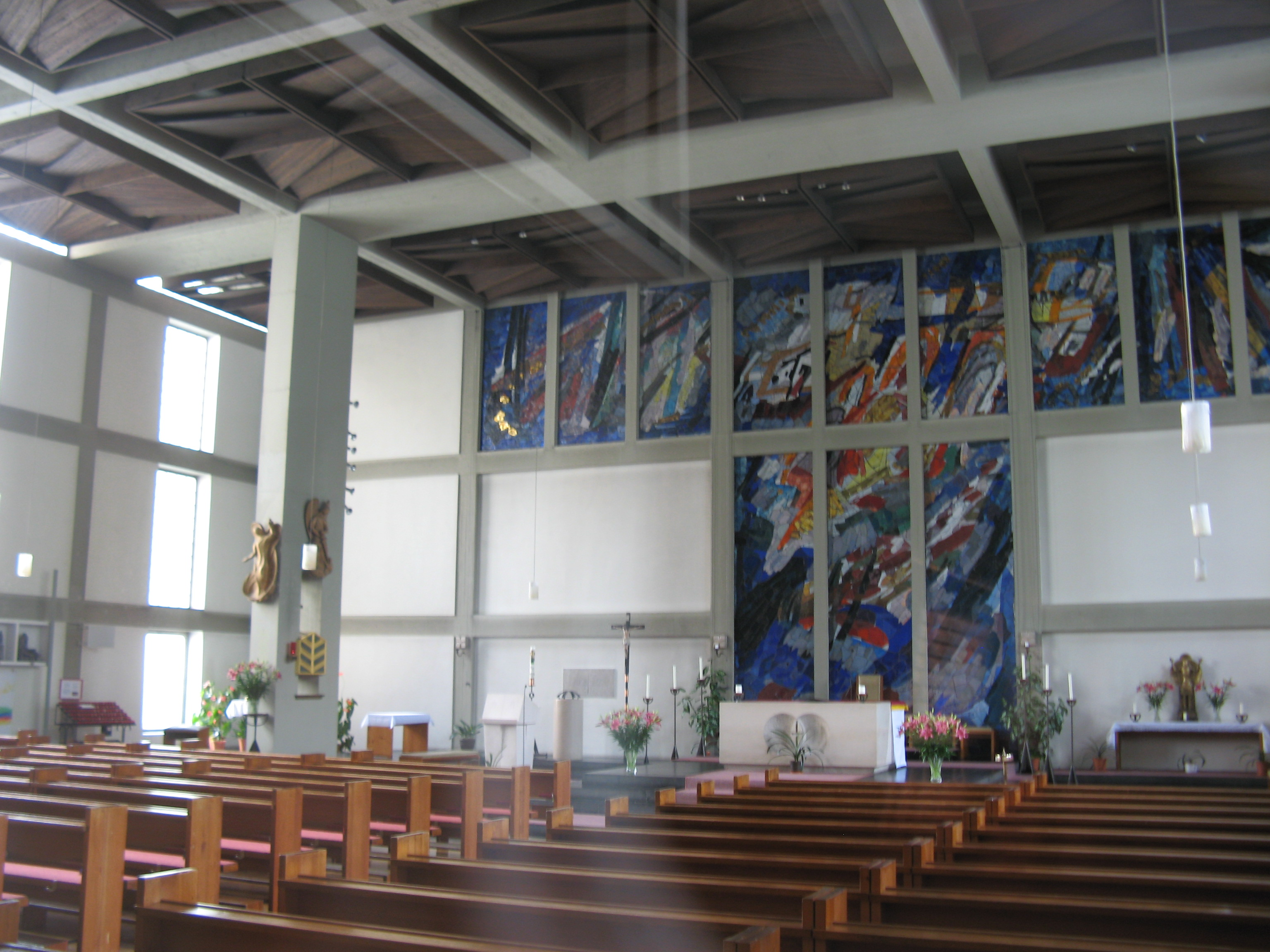
Innenansicht

Im Inneren ist die Kirche ein dreischiffiger Saalbau. Die Flachdecke ruht auf vier Säulen. Der Altarraum ist durch ein Podest gegenüber dem restlichen Saalbau erhöht. Die Emporen befinden sich im Süden und Westen.

## Ausstattung
An der Altarwand befindet sich ein großflächiges Altarmosaik, das das „Himmlische Jerusalem“ darstellt. Es wurde von Carl Unger geschaffen, die Kreuzwegstationen stammen von Walter Ritter, das Kreuz ist eine Schnitzarbeit von Oskar E. Höfinger, die Engelfiguren am Tabernakel schuf Heribert Notnagel, die „Heilige Familie“ in der Werktagskapelle Margarethe Grill und den Mosaikfries „Heilige Familie“ Erwin Reisner.